# 清閑寺資房
清閑寺 資房（せいかんじ すけふさ）は、鎌倉時代後期から南北朝時代にかけての公卿。藤原北家勧修寺流吉田家、権大納言・吉田経長の五男。官位は正三位・参議。清閑寺家の祖。

## 経歴
吉田経長の五男として生まれ、異母兄・吉田定房の養子となる。はじめ左衛門佐に任官し、元応2年（1320年）右少弁、元亨元年（1321年）正五位上・左少弁に叙任される。
元亨2年（1322年）従四位下・記録所寄人に叙任。元亨3年（1323年）因幡守・権右中弁に任ぜられ、元亨4年（1324年）従四位上・左中弁に叙任され、右宮城使を兼ねる。正中2年（1325年）に入り、左宮城使、装束司、右大弁を務め、正中3年（1326年）正四位下・左大弁。中宮亮・蔵人頭も務めた。
嘉暦2年（1327年）参議に任ぜられ公卿に列し、嘉暦3年（1328年）従三位・伊予権守に叙任されるが参議を辞退。元徳2年（1330年）には伊予権守を辞任した後は散位となった。元徳3年（1331年）正三位に至る。南北朝分裂後は北朝に仕えた。康永3年（1344年）11月4日に急死。享年41。

## 官歴
『諸家伝』巻7による
- 時期不明：左衛門佐に任ず。
- 元応2年（1320年）5月23日：右少弁に任ず。
- 元亨元年（1321年）
  - 6月6日：左少弁に転ず。
  - 7月26日：正五位上に叙す。
- 元亨2年（1322年）
  - 正月5日：従四位下に叙す。
  - 正月19日：記録所寄人と為す。
- 元亨3年（1323年）
  - 正月13日：因幡守に任ず。
  - 11月13日：権右中弁に転ず。
- 元亨4年（1324年）
  - 正月5日：従四位上に叙す。
  - 4月27日：右中弁に転ず。
  - 5月26日：右宮城使に任ず。
  - 9月7日：後院別当に補す。
  - 9月12日：率分所勾当に補す。
  - 10月29日：左中弁に転ず。
- 正中2年（1325年）
  - 正月29日：左宮城使に任ず。
  - 8月30日：装束司に補す。
  - 12月18日：右大弁に転ず。
- 正中3年（1326年）
  - 正月5日：正四位下に叙す。
  - 2月19日：左大弁に転じ、中宮亮を兼任、蔵人頭に補す。
  - 3月8日：造東大寺長官に補す[注釈 1]。
- 嘉暦2年（1327年）7月16日：参議に任ず。
- 嘉暦3年（1328年）
  - 3月16日：伊予権守を兼ぬ。
  - 9月23日：従三位に叙し、参議を辞す。
- 元徳2年（1330年）3月22日：権守を止む。
- 元徳3年（1331年）3月18日：正三位に叙す。

## 系譜
- 父：吉田経長
- 母：冷泉経頼の娘
- 妻：不詳
- 生母不明の子女
  - 長男：清閑寺資定（? - 1365年）